# ¡Qué viva México!
Que viva México! (em russo:  Да здравствует Мексика!, em castelhano:  ¡Qué Viva Mexico!) foi um projecto cinematográfico não terminado do cineasta vanguardista Sergei Eisenstein, sobre a cultura do México da época pré-hispânica até à revolução mexicana. A produção foi marcada por dificuldades e finalmente abandonada. Jay Leyda e Ziba Voynow denominam-no como o seu maior projecto de filme e maior tragédia pessoal. Eisenstein chegou ao México em Dezembro de 1930, patrocinado por Upton Sinclair e pela sua esposa Mary Kimbrough Sinclair.
Em 1933, Eisenstein, preocupado pela ingerência do sobrinho da Sra. Sinclair, pediu aos Sinclair mais fundos, mas foram-lhe recusados. Devido a se esgotar o visto do passaporte, Eisenstein viu-se obrigado a regressar à União Soviética por Nova Iorque enquanto os Sinclairs receberam o filme em Los Angeles.
O material original nunca foi montado. O material filmado foi reconstruído por outros sob os títulos de Thunder Over Mexico, Eisenstein in Mexico, Death Day e Time in the Sun. Em 1979 Grigori Aleksandrov, a partir dos storyboards originais de Eisenstein, compilou Da zdravstvuyet Meksika!, uma aproximação à montagem que aquele planeara.

## Eisenstein e o México
No início do século XX, muitos intelectuais e artistas associados aos movimentos vanguardistas europeus estavam fascinados pela América Latina em geral e pelo México em particular: para André Breton, artistas francês e líder do movimento surrealista, por exemplo, o México era quase uma encarnação do surrealismo. Como o historiador do cinema David Bordwell refere, "tal como muitos esquerdistas, Eisenstein estava impressionado com o México por se ter aí desenrolado uma revolução socialista em 1910". O seu fascínio pelo país datava pelo menos de 1921, quando aos 22 anos de idade "a sua carreira artística começou com um tópico mexicano" quando encenou no teatro uma versão da história de Jack London O Mexicano, em Moscovo. A investigadora de cinema Inga Karetnikova enquadra esta produção como um exemplo clássico da estética avant-garde, um exercício formal mais que um documentário realista; mas "indirectamente," argumenta, "ele recreou a atmosfera mexicana". Sobretudo, Eisenstein viu na revolução mexicana uma instância de um "idealismo fervoroso" que era também "próximo de Eisenstein, tal como o era para toda a geração de vanguardistas soviéticos do início da década de 1920".
Alguns anos depois, em 1927, Eisenstein teve a oportunidade de encontrar o muralista mexicano Diego Rivera, que estava de visita a Moscovo para as celebrações do décimo aniversário da Revolução Russa de 1917. Rivera tinha visto o filme mais conhecido de Eisenstein, O Couraçado Potemkine, e louvara-o ao compará-lo ao seu próprio trabalho como muralista ao serviço da revolução mexicana; também "falou obsessivamente da herança artística mexicana", descrevendo as maravilhas da arte e arquitectura dos antigos Astecas e Maias. O cineasta soviético escreveu que "a semente para o interesse naquele país (…) alimentada pelas histórias de Diego Rivera, quando visitou a União Soviética (…) transformou-se num imenso desejo para viajar até lá".

## Sinopse

### Versão original
O filme foi deixado inacabado por Eisenstein, e de qualquer modo nunca foi previsto ter um argumento linear. A história era altamente estruturada, e consistiria em quatro "novelas" ou "cenários" mais um prólogo e um epílogo. Como refere Bordwell, a ordem precisa e conteúdo destes episódios "mudava constantemente", mas "o filme no seu global descrevia a história do México dos tempos pré-coloniais, da conquista espanhola e indo até à época contemporânea". Cada episódio teria um estilo próprio e distinto, seria "dedicado a um artista mexicano diferente", e teria sido "baseado em algum elemento primário (pedra, água, ferro, fogo, ar)". A banda sonora para cada caso iria ter uma canção folclórica mexicana distinta. Além disso, cada um dos episódios narraria a história de um par romântico; e "abarcando todas as partes estaria o tema da vida e morte, culminando na redicularização da morte".

### Reconstrução de Aleksandrov
A estrutura do filme, na reconstrução de Aleksandrov, é de quatro episódios, mais um prólogo e um epílogo. O prólogo apresenta imagens alegóricas ao México pré-hispânico. O episódio "Sandunga" recria os preparativos de uma boda indígena em Tehuantepec. "Fiesta" aborda o ritual da "fiesta brava", enquanto "Maguey" encena a tragédia de um camponês vitimado por se rebelar contra o seu patrão. "Soldadera" (episódio não filmado) apresentaria o sacrifício de uma mulher revolucionária. O epílogo, também conhecido como "Dia de mortos",  refere-se ao sincretismo das diversas visões que coexistem no México à volta do tema da morte.

## Análise
A grande pergunta sobre o que teria sucedido realmente se Eisenstein tivesse terminado a obra, ficará para a história. Trata-se de uma grande ilustração que, por ser representada de uma maneira artística, fez dos costumes mexicanos uma obra de arte à mexicana. O prólogo do filme explica qual foi a contexto e o motivo de não se ter finalizado a obra, e como é que foi construído, baseando-se nos dados que Eisenstein deixou, procurando assim conservar o estilo do realizador.
Tem um fio condutor muito interessante, que vai introduzindo o espectador nos aspectos e características dos mexicanos, levando-o de uma história a outra entrelaçando-as com os aspectos culturais locais. Uma sequência muito interessante que exemplifica a forma de interligar as cenas é quando a tehuana por fim compra o seu colar de moedas de ouro e o põe, havendo logo um esbatimento da cena para continuar onde um jovem está numa maca, mas com a forma do colar. A maneira de interligar as cenas e as formas artísticas que representam é surpreendente. Reflecte o grande planeamento que se teve para realizar o filme, com grande esforço e dedicação por parte de toda a equipa que o realizou.
Quando aos ângulos que se fizeram durante o filme, Eisenstein deixou claro como representa a divindade, as filmagens que fez dos sacerdotes e do altar da Virgem foram contrapicadas, deixando em claro que essas imagens têm um significado e uma representação de autoridade. A construção simétrica é impressionante, sempre buscando deixar as coisas centradas, fazendo com que o filme no global tivesse muita qualidade, com uma muito boa fotografia. Além do uso da montagem, faz uso do close up, tomas detalhadas, e é como se como fosse um documentário da vida mexicana, com a representação que faz da união íntima entre os casais através da cena dos pássaros.
O som está de acordo com as imagens, deixando uma sensação que representa o momento. A capacidade de produzir um filme assim mostra o resultado de um grande esforço. Tendo em conta que a cultura mexicana é muito conservadora e no filme se vêem algumas cenas que podem considerar-se como indecentes, são tratadas com arte, com uma grande estrutura e com uma fotografia de elevadíssima qualidade.